# 富民党
富民党（ふみんとう）は台湾の政党の一つ。「共享人生国際集団」を前身とし、党憲章の中で台湾人の所得向上を掲げて、貧富格差の縮小を提唱していた。台湾『蘋果日報』により詐欺集団により結党されたとの報道がなされたことがある。2003年には行政院公平交易委員会により5000万新台湾ドルの課徴金が課せられたことがある。
2020年解散。